# 池田大作
池田大作（日语：／ Ikeda Daisaku，1928年1月2日—2023年11月15日），出生於日本東京，國際創價學會會長、日本創價學會名譽會長，是一位著名哲學家、宗教家、作家、攝影師，並有「世界桂冠詩人」稱號。畢業於日本富士短期大學。曾任日本創價學會會長（1960年─1979年）。
池田曾与英國歷史學家汤因比博士共著《展望二十一世紀》，与前蘇聯共產黨總書記戈巴契夫共著《二十世紀的精神教訓》，与金庸合著《探求一个灿烂的世纪》，並與世界上眾多有識之士進行對談。池田與創價學會致力於推動文化、教育、和平，於1983年獲頒聯合國「和平獎章」，生平至今共獲得超過四百項榮譽學術稱號。曾獲中華民國內政部頒贈最高榮譽的「一等內政獎章」，及台北市、高雄市、嘉義市、金門縣「榮譽居民」之表揚。曾获中华人民共和国“中日友好使者”、“中国人民的老朋友”等称号。

## 生平

### 少年時代
1928年1月2日出生在东京府荏原郡入新井町（现在的东京都大田区大森北）一個以紫菜業為生的貧窮家庭，排行第五。他自幼體弱多病，還染上足可致命的肺結核。 
池田在第二次世界大戰的戰火中度過他的少年時期。他的大哥應召入伍，在緬甸喪生。失去長兄的悲痛，以及目睹戰爭所帶來的種種悲慘，使池田對戰爭產生極度憎惡，並促使他在心中萌起對和平的嚮往。

### 加入創價學會
1947年，池田參加了一個由戶田城聖主持的座談會。池田當時19歲。戶田的性格、他對佛法明確與獨特的見解，以及他因反對日本軍國主義而被迫入獄的經驗，深深地打動了池田的心，使他後來決定加入由戶田帶領的創價學會。與戶田的邂逅可說是決定了池田此後人生的方向。

### 跟隨戶田城聖
池田自幼對文學深感興趣，在少年時期就開始寫詩。當他基於種種原因而無法如願地繼續升學時，博學並還是教育家出身的戶田親自教導池田。 為了重建創價學會，池田在師匠的身旁奮鬥了將近十年，奠定了學會的磐石。在戶田逝世後，池田繼承他成為創價學會的第三任會長。 池田於1965年開始執筆長篇連載小說《人間革命》，內容描述在第二次世界大戰末期，其恩師戶田城聖於出獄後重建創價學會的艱苦奮鬥。
池田於1975年1月26日在關島成立國際創價學會，現今創價學會在全球192個國家、地區擁有約1200萬的會員，並自1983年起成為聯合國經濟及社會理事會具有諮商地位的非政府組織。
1993年奧姆真理教人員曾企圖以沙林毒氣暗殺池田大作，但未果。

### 大阪事件
在1957年4月举行的参议院大阪地区的补选中，池田大作因会员挨户访问而被逮捕，最终被判决无罪。

## 家庭
- 池田家是在日本國東京都大田區一個以紫菜業為生的家族。五右衞門的三男子之吉分家而為紫菜渔夫[10]。

- （曾祖父）池田五右衞門
  - （祖父）池田五右衞門紫菜業
    - （父）池田子之吉(1888年 - 1956年12月10日)紫菜渔夫=（母）小宮氏(1896年 - 1976年9月4日)
      - （兄）池田喜一(1921年 - 1945年)戰死於缅甸
      - （兄）池田增雄(1926年 - 1987年1月)
      - （兄）小宮開造
      - （兄）池田清信
      - （本人）池田大作(1928年1月2日-2023年11月15日)=（妻）白木香峰子(1932年2月27日-)
        - （長男）池田博正(1953年4月28日 - 　　)
        - （二男）池田城久(1955年1月28日 - 1984年10月3日）=（二男的妻）熊澤氏
        - （三男）池田尊弘(1958年4月11日 - 　　)

      - （弟）池田榮一
      - （弟）池田隆市
      - （弟）池田正利
      - （姐）池田豐子
      - （妹）山越稻子

## 荣誉

### 外国勋章奖章
- 国家南十字星指挥官勋章（葡萄牙語：Ordem Nacional do Cruzeiro do Sul）（巴西，1990年4月25日于东京颁发[11]）
- 一等泰王冠勋章（泰国，1991年7月19日于东京圣教新闻社颁发[12]）
- 圣卡洛斯大十字勋章（哥伦比亚，1993年2月8日于圣菲波哥大颁发[13]）
- 国家功绩大十字勋章（巴拉圭，1993年2月22日于亚松森颁发[14]）
- 一等内政奖章（中华民国内政部，2002年4月10日颁发[15]）
- 一等劳动功绩勋章（委内瑞拉，2003年12月4日于东京颁发[16]）
- 北极星勋章（蒙古，2005年7月12日于东京颁发[17]）
- 意大利共和国功绩大军官勋章（意大利，2005年7月11日公布[18]，2006年1月30日于东京颁发[19]）
- 一等弗朗西斯科·德米兰达勋章（委内瑞拉，2005年颁发[16]）
- 花冠文化勋章（韩国，2009年11月18日于首尔颁发[20][21]）
- 文化功绩金奖章（波兰文化与国家遗产部，2011年6月1日于东京颁发[22]）
- 国家教育功绩军官勋章（巴西，2018年12月14日于巴西利亚颁发[23]）

## 外部連結
- 池田大作中文网 （页面存档备份，存于）
- 第三任會長－池田大作 （页面存档备份，存于）
- 池田大作英文圖書網站
- 池田大作英文箴言網站 （页面存档备份，存于）
- 池田大作研究中心 （页面存档备份，存于）
- 榮譽學術稱號一覽表 （页面存档备份，存于）
- 池田大作【時代精神的潮流】（全文閱讀）

| 前任： 戶田城聖 | 創價學會會長 1960年5月3日－1979年4月23日 | 繼任： 北條浩 |